# Henri Berthelot

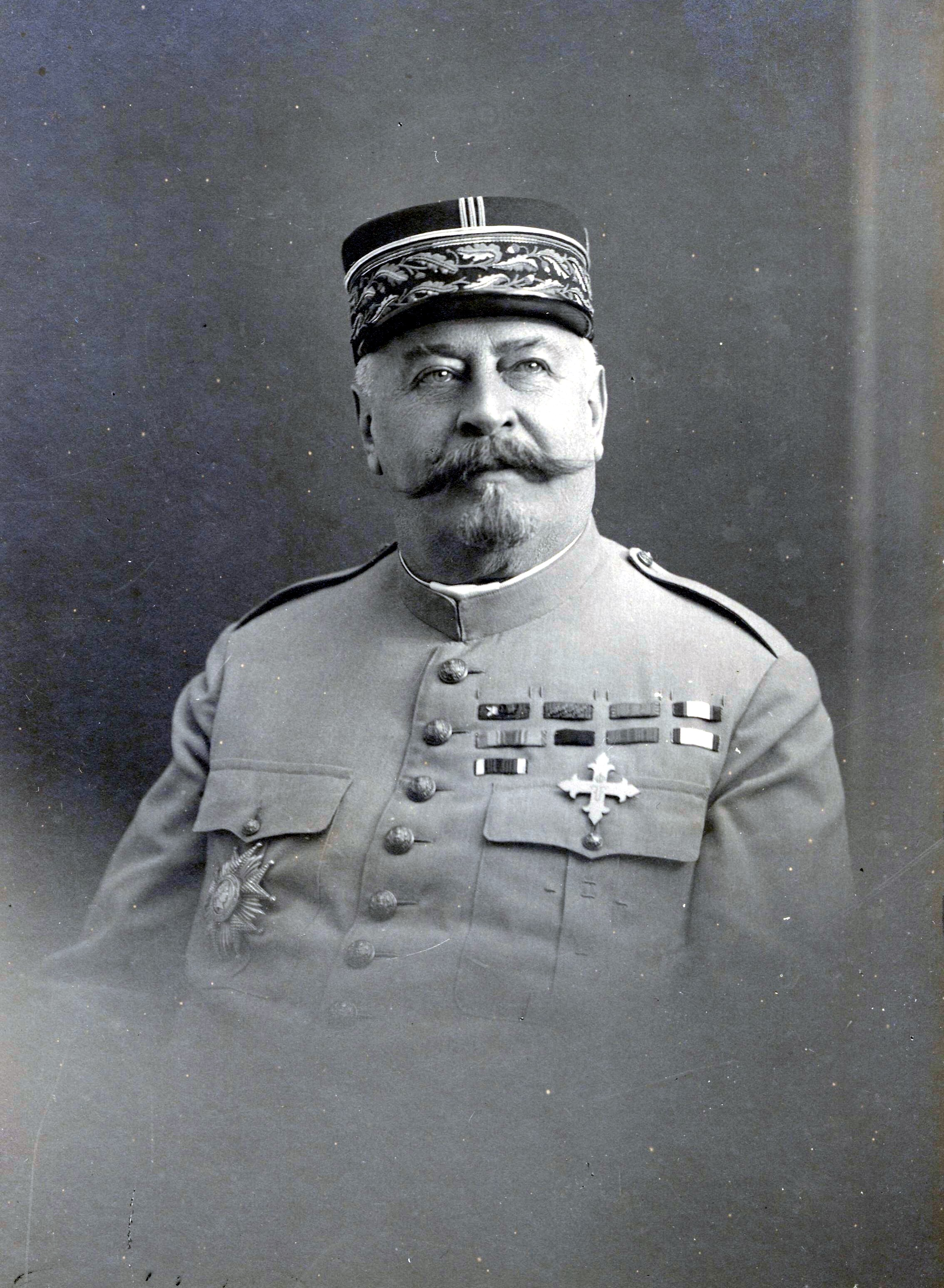
Henri Berthelot (1920)

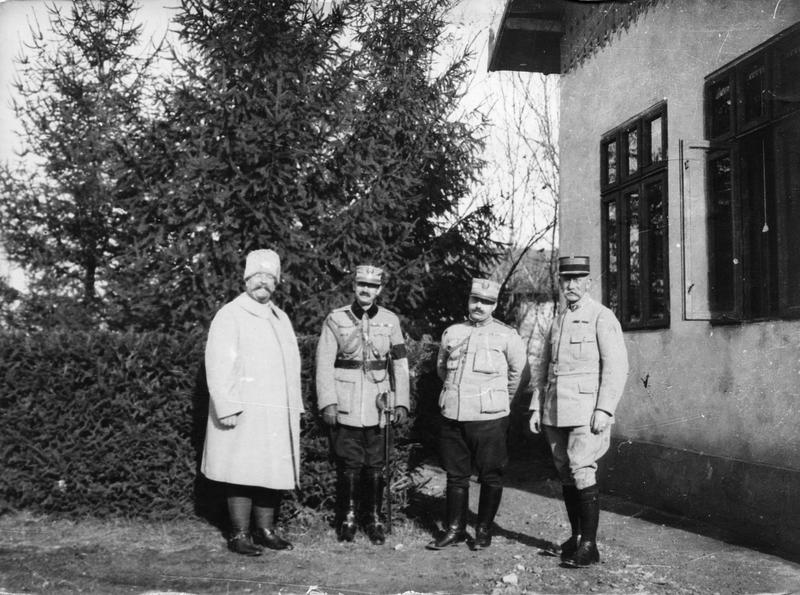
Generaal Berthelot (links) met andere Franse militairen in Roemenië (december 1916)

Henri Mathias Berthelot (Feurs, 7 december 1861 - Parijs, 28 januari 1931) was een Frans militair. Hij was generaal tijdens de Eerste Wereldoorlog en was actief zowel aan het westelijk front als aan het oostelijk front in Roemenië.

## Levensloop
Berthelot werd geboren in Feurs als zoon van Claude Berthelot, een kapitein in de gendarmerie. Hij liep school aan het lyceum van Lyon en trok in 1881 naar de militaire school van Saint-Cyr. Hij deed dienst in Algerije en in Tonkin en werd daarna toegelaten tot de École supérieure de guerre. Hij werd adjutant van generaal Henri Joseph Brugère en met diens steun kwam Berthelot aan het hoofd van het secretariaat van de Conseil supérieur de la Guerre. In 1910 werd hij bevorderd tot kolonel en het jaar erop nam hij het bevel op van het 94e Infanterieregiment in Bar-le-Duc. Berthelot werd aangesteld in de generale staf van generaal Joseph Joffre en tekende met hem de Franse aanvalsplannen (Plan XVII) uit in aanloop van de Eerste Wereldoorlog.

### Eerste Wereldoorlog
Bij het begin van de oorlog was hij een van de jongste Franse generaals. Hij was actief in Artois (1915) en in Verdun (1916). In augustus 1916 gaf Roemenië zijn neutraliteitspolitiek op en verklaarde de oorlog aan de Centrale mogendheden. Berthelot werd door Frankrijk aan het hoofd gesteld van een militaire missie om het Roemeense leger te adviseren. Daar zette hij zich in om het Roemeense leger te trainen en te moderniseren, onder andere door het oprichten van een luchtmacht. Hij adviseerde ook de Roemeense koning Ferdinand I. In de zomer van 1917 was het Roemeense leger klaar om in het offensief te gaan in Walachije en het behaalde aanvankelijk overwinningen in Mărăşti en Mărăşeşti. Daarna volgde de terugtocht. Toen Roemenië zich in maart 1918 terugtrok uit de oorlog, reisden Berthelot en de andere leden van de Franse missie via Rusland terug naar Frankrijk. Berthelot werd in juni 1918 uitgezonden naar de Verenigde Staten. De maand erop nam hij de leiding van de Franse 5e Leger dat werd ingezet tijdens de Tweede Slag bij de Marne en in Champagne. In het najaar werd Berthelot aangesteld als commandant van het Franse Donauleger en keerde hij terug naar Roemenië, dat de wapens weer had opgenomen. Op 1 december trok hij samen met zijn troepen voor een parade door de straten van Boekarest. 

### Na de oorlog
Berthelot werd gevierd als nationale held en kreeg het Roemeense staatsburgerschap aangeboden. Hij kreeg ook een villa in de plaats Fărcadin de Jos, die in 1923 zelfs werd hernoemd in General Berthelot. Tussen 1919 en 1921 was Berthelot militair gouverneur van Metz en van 1923 tot 1926 van Straatsburg. Daarna ging hij met pensioen. Berthelot reisde bijna jaarlijks naar Roemenië, een laatste keer in 1930. Hij stierf in 1931 ten gevolge van complicaties van diabetes. Hij werd begraven in Nervieux.